# Brachythele langourovi
Brachythele langourovi är en spindelart som beskrevs av Lazarov 2005. Brachythele langourovi ingår i släktet Brachythele och familjen Nemesiidae.
Artens utbredningsområde är Bulgarien. Inga underarter finns listade.